# De la Țara Luanei la Ieud
De la Țara Luanei la Ieud este o carte a lui Paul Lazăr Tonciulescu apărută în 1998 la editura Miracol, care vehiculează câteva teorii îndrăznețe cu privire la inscripțiile din grota Fundul Peșterii din Munții Buzău și zona adiacentă acesteia, precum și cu privire la posibile mărturii ale scrisului în limba română, mult mai vechi decât scrisoarea lui Neacșu din Câmpulung.
Cartea este structurată în patru capitole („Țara Luanei”, „Inscripția de pe vasul nr. 21 de la Sânnicolau Mare, cel mai vechi document epigrafic în limba română”, „Manuscrisul de la Ieud; considerațiuni noi privind vechimea scrisului în limba română” și „Abecedarul de la Brașov”) la care se adaugă un cuvânt înainte semnat de autor (în care este reluată, pe scurt, problema tăblițelor de la Tărtăria) și 12 tabele cu semne alfabetice, ligaturi și ideograme.

## Capitolul II. „Inscripția de pe vasul nr. 21 de la Sânnicolau Mare, cel mai vechi document epigrafic în limba română”
În acest capitol autorul prezintă ipoteza sa cu privire la inscripția de pe vasul nr. 21 din tezaurul descoperit în 1799 la Sânnicolau Mare
Inscripția de pe vasul cu nr. 21 se citește, după părerea autorului, astfel: "+BUILA ZOAPAN TECI DIRETOIRI BUTAUL ZOAPAN TARGORI ITZIRI TAICI". Analizând cuvânt cu cuvânt, a ajuns la următoarele concluzii:
- BUILA și BUTAUL: Sunt plasate înainte de zoapan și, deci, nu sunt nume comune, ci niște antroponime. Aceasta, deoarece sensul inscripției, luată în ansmablu, se referă la drepturile unor persoane conducătoare de obști.
- ZOAPAN: Acest cuvânt trebuie citit fonetic. Astfel, zoapan dă zupan, jupan. Deci zoapan corespunde cuvântului românesc zupan, atestat documentar încă din secolul al X-lea ("...omnibus Zupanis..." și "jupan Dumitru").
- TECI și TAICI: Corespunde bănățeanului tăce, toate, căci inscripția va fi fost realizată chiar în Banat.
- DIRETOIRI: Dreptuiri sau drepturi (vezi Direptate).
- TARGORI: „Nu poate deriva dintr-un tardiv slav trugu, deoarece avem atestarea documentară a pre-existenței cuvântului etrusc terg, „târg”, păstrat în românescul terg, de unde a apărut toponimul Tergoviște > Târgoviște”. Aici autorul face o paranteză și relevă că, de altfel, cuvântul terg nu este singurul existent și în română și în etruscă, alte câteva fiind moștenite „încă din perioada când etruscii locuiau în Munții Apuseni, înainte de deplasarea lor spre Albania și apoi în Italia”.
- ITZIRI: Adică iviri, cu alte cuvinte "apariții de scurtă durată sau intrări ale unor străini în târguri". Acest cuvânt reprezenta "vama târgurilor" care, în Evul Mediu, se plătea conducătorilor obștii de către cei care intrau cu mărfuri în târguri, astfel cum menționează multe documente ungurești, printre care și diploma din 1211 a regelui Andrei al II-lea, prin care acesta cedează cavalerilor teutoni vama târgurilor din Țara Bârsei: "...Pe lângă târgurile libere, le-am lasat în întregime dările târgurilor din acea țară...".

Deci "Jupan Buila [are] toate drepturile, jupan Butaul [are dreptul de] ițiri [în] toate târgurile".
În concluzia autorului, „inscripția de pe vasul nr. 21 din tezaurul de la Sânnicolau Mare prezintă numele a doi români din secolul al IX-lea sau poate chiar din secolele anterioare, precum și drepturile pe care aceștia le aveau în calitate de conducători. Cronologic, existența lor este confirmată de menționarea zupanilor/jupanilor în documentele citate, precum și de faptul că ne aflăm într-o perioadă în care ungurii de-abia ajunseseră în Pannonia și nu-și începuseră expansiunea dominației politice la est de Dunăre și Tisa. Ca atare, vama târgurilor încă mai aparținea conducătorilor români de tipul zoapanilor.”
În continuare, Tonciulescu spune că inscripția este un document în limba română arhaică și consemnează un act de recunoaștere a puterii politice și militare din partea obștilor unui conducător feudal local, conducător din neamul căruia, după cum va afirma mai târziu Anonymus, se va naște Ahtum, ucis în cetatea sa de la Cenad.

## Capitolul III. „Manuscrisul de la Ieud; considerațiuni noi privind vechimea scrisului în limba român”
Manuscrisul de la Ieud a fost remarcat de Andrei Bârseanu în august 1921 la expoziția organizată la Sighetul Marmației cu ocazia Adunării generale a societății ASTRA. Acesta conține trei texte în limba română: Legenda sfintei dumineci, Învățătură întru sfânta și marea dumineca Paștilor și Învățătură despre sfânta cuminecătură. Cercetătorii au ajuns la concluzia că cele trei texte sunt copii, și nu originalele traducerilor românești, și au datat manuscrisul ca fiind din jurul anului 1392. Însă mai cu seamă primul text, o scrisoare de mustrare din partea Domnului către păcătoși, a ajutat la stabilirea vechimii originalului și a putut servi ca premisă pentru estimarea anului traducerii în limba română.

Legenda sfintei dumineci conține varianta în limba slavonă și cea în limba română. Interesant este faptul că nici una nu o traduce pe cealaltă, fiind versiuni independente. La începutul celei românești stă scris "Vă leat 6900 povestea fu de demult întru sfânta cetate Ier(usa)l(i)mului întru atâția ani vă leat 6000". După o argumentare logică, cercetătorii au ajuns la concluzia că originalul a fost conceput în anul 6000 de la facerea lumii (492) și a stat la baza tuturor variantelor în diferite limbi, iar 6900 (1392) reprezintă anul la care a fost copiat textul aflat în Manuscrisul de la Ieud. Copiat sau tradus? O analiză lexicală, gramatică și de istorie a vocabularului lasă să se întrevadă o vechime mult mai mare a textului. Trebuie menționat de la început că, în acele vremuri, cei care scriau astfel de scrisori aveau predilecția de a le lansa la ani "rotunzi", din 100 în 100 de ani. Și catastrofele semnalate între 492 și 1392 au îndreptățit de fiecare dată punerea în circulație a câte unei copii din "Legenda sfintei dumineci". O astfel de copie a apărut și în Codex Sturdzanus, cu circa două secole mai devreme, având text cu rotacism arhaic. Și cele două învățături, rotacizate și ele, sunt mai vechi decât legenda din Manuscrisul de la Ieud, dar mai noi (după tipul rotacismului) decât cea din Codex.

Așadar cercetătorii au stabilit următoarea cronologie:

- "Legenda sfintei dumineci" ieudene (text nerotacizat) - 1392
- Cele două "Învățături" (text rotacizat) - 1292
- "Legenda sfintei dumineci" din Codex Sturdzanus (text cu rotacism arhaic) - 1192
- Copia care a stat la baza legendei ieudene - 1092
- Copia care a stat la baza cele din Codex - 992
- Copia comună celor două legende - 892
- Traducerea în limba română a "Legendei sfintei dumineci" (originalul românesc) - 792
- Exemplarul care a stat la baza traducerii în limba română - 692

Copiiștii au păstrat forma arhaică a textului, schimbând rareori vreo formulare care li se părea nelalocul ei. Astfel putem constata că traducătorul legendei din Codex a păstrat elemente lexicale din originalul latin, într-o vreme în care slujba de cult se mai practica în latină: "Tremeșu și a doao carte, iară nu-și vă încredzut cuvântului meu. Tremeș și a treia scriptură, multe lucrare și seamne lăsaiu pre voi, e voi nu și vă încredzut și nu vă pocăit nec cuvântul îngerului meu n-ați ascultatu, nece înțeleasetu!" Îl vedem aici pe latinul e alături de românescul și; același fenomen s-a întâmplat cu nec (NEK) plasat în aceeași frază cu nece (NEЧE). La noi s-au pierdut primele forme, rămânând în uz doar cea de-a doua. Mai trebuie remarcată folosirea formei arhaice a perfectului compus, doar cu participiu, fără verbul a avea. În legenda ieudeană, mai nouă, a mai scăpat doar un ae, citit e, pe post de și. 

Această analiză a confirmat încă o dată concluzia anterioară, și anume că traducerea Legendei sfintei dumineci s-a făcut într-o perioadă foarte veche, atunci când limba vorbită pe meleagurile ardelene mai păstra forme lexicale și gramaticale comune cu latina arhaică din Lex XII Tabularum.
La 399, patriarhul Ioan Chrysostomos (Ioan Gură de Aur) afirma într-o cuvântare că sciții, tracii, schiromații, maurii și indii au tradus scripturile în limba lor națională.
Constantin Kostenețchi, denumit "Filosoful", a scris pe la 1420 o lucrare intitulată "Despre scriere". Iată ce ne spune acesta: "Așa în limba română se scrie corect bea (Бѣ), cu ѣ (ea) și nu cu e". Așadar Constantin Filosoful cunoștea limba română și văzuse destule texte scrise, astfel încât să desprindă o regulă generală de ortografie.

## Tabele
La finalul cărții, autorul prezintă următoarele tabele:
1. Centralizatorul semnelor grafice alfabetiformedin inscripțiile descoperite în schiturile și vestigiile rupestre din Țara Luanei
2. Semne grafice descoperite în Țara Luanei și nedescifrate
3. Semne grafice alfabetiforme din Țara Luanei existente și în alfabete arhaice
4. Tabel comparativ al alfabetelor folosite în inscripțiile din Țara Luanei și Manuscrisele Timotheus papirus, Ilias Bankesiana, Codex Sinaiticus și pergament unciala nouă
5. Semne grafice alfabetiforme din Țara Luanei inexistente în alte alfabete
6. Ligaturi folosite în scrierea din Țara Luanei
7. Ideograme folosite în scrierea din Țara Luanei
8. Antroponime aflate în inscripțiile din Țara Luanei
9. Alfabetul kappadokian (sec II-IV e.n.)
10. Tabel comparativ: semnele grafice de pe inelul de la Pietroasele (varianta Al. Odobescu) și cele corespunzătoare din Țara Luanei
11. Alfabetul autohton rezultat din inscripția de la Sânnicolau Mare, jud. Timiș (sec. IX e.n.)
12. Alfabetul chirilic